# Tobias Dohrn
Tobias Dohrn (Berlino, 23 dicembre 1910 – Colonia, 29 marzo 1990) è stato un archeologo ed etruscologo tedesco.

## Biografia
Tobias Dohrn si laureò nel 1937 con Andreas Rumpf all'università di Colonia, con la tesi dal titolo Die schwarzfigurigen etruskischen Vasen aus der zweiten Hälfte des sechsten Jahrhunderts ("I vasi a figure nere etruschi della seconda metà del VI secolo").
Arruolatosi nel 1939 per la seconda guerra mondiale, Dohrn ritornò a Colonia, lavorando come assistente presso l'università fino al 1953. Abilitato docente, nel 1960 gli venne assegnate la cattedra di archeologia classica, che tenne fino al 1976.
Fu uno dei principali etruscologi tedeschi della seconda metà del XX secolo, autore di numerosi studi e ricerche pubblicati in Germania e in Italia.

## Opere (parziale)
- Die Schwarzfigurischen etruskischen Vasen aus der zweiten Hälfte des VI. Jahrhunderts (1937)
- Festschrift Andreas Rumpf. Zum 60. Geburstag dargebracht von Freunden und Schülern. Köln, im Dezember 1950 (1952), curatore
- Attische Plastik: vom Tode des Phidias bis zum Wirken der großen Meister des IV. Jahrhunderts v. Chr. (1957)
- Grundzüge etruskischer Kunst (1958)
- Antike Malerei (1959)
- Die Tyche von Antiochia (1960)
- Führer durch die öffentlichen Sammlungen klassischer Altertümer in Rom (1963-1972), cocuratore e coautore
- Der Arringatore; Bronzestatue im Museo archeologico von Florenz (1968)
- Die Ficoronische Ciste in der Villa Giulia in Rom (1972)
- Die etruskische Kunst im Zeitalter der griechischen Klassik: die Interimsperiode (1982)